# Église Santissima Annunziata di Sturla
L'église Santissima Annunziata di Sturla  (en italien: Chiesa della Santissima Annunziata di Sturla) est un édifice religieux situé dans le quartier génois de Sturla, via della Vergine. La paroisse fait partie du vicariat de Albaro  de l'archidiocèse de Gênes.

## Historique et description
L'église qui à l'origine possédait deux nefs est agrandie avec l'apport d'une troisième nef en 1527, les travaux étaient encore en cours en 1582.
L'édifice a été restauré en 1892 et l'église est promue paroissiale par décret le 21 février 1894 avec effet au 4 mars, date de la nomination du premier curé  don Luigi Lertora.
L'église a été consacrée le 24 mars 1966.
Au fond de la nef de droite, dans une chapelle se trouve la tombe de Giannotto Lomellini, noble et Doge de la république de Gênes (1571-1573).

## Œuvres
- Saint Roch et Saint Sébastien, fresque d'un peintre anonyme, XVe siècle.